# Ligne Tamsui-Xinyi
 (décembre 2021).
Si vous disposez d'ouvrages ou d'articles de référence ou si vous connaissez des sites web de qualité traitant du thème abordé ici, merci de compléter l'article en donnant les références utiles à sa vérifiabilité et en les liant à la section « Notes et références ».
La ligne Tamsui-Xinyi (chinois : 淡水信義線, anglais : Tamsui-Xinyi Line) ou ligne Rouge (code R) est une ligne de métro à Taïpei opérée par Taipei Metro, nommée d’après les districts qu’elle connecte : Tamsui et Xinyi. Elle possède 30 stations desservant, du nord au sud, les districts de Tamsui, Beitou, Shilin, Datong, Zhongshan, Zhongzheng, Daan et Xinyi. Avec 29 kilomètres, il s’agit de la plus longue ligne de Taipei Metro. Il s'agit d'une des cinq lignes du métro de Taïpei, avec la ligne Wenhu (文山內湖線), la ligne Songshan (松山線), la ligne Zhonghe (中和線) et la ligne Bannan (板南線). 
La section de Tamsui reprend le tracé de l’ancienne voie ferrée de Tamsui. Toutefois, l’essentiel des voies et des stations ont été rénovées jusque dans le district de Zhongzhen, fortement urbanisé, où un nouveau tunnel a été creusé à cause de l’absence de terrain disponible en surface.
Au sud de Yuanshan, la ligne est souterraine. Entre Yuanshan et Beitou, les rails sont surélevés. De Beitou à Hongshulin, les voies sont au niveau du sol? Le terminus Tamsui est surélevé. 

## Histoire
Pendant 15 ans, des trains étaient opérés entre Tamsui et Xindian à travers la partie sud de l’actuelle ligne Songshan-Xindian, en faisant la plus ancienne partie du réseau exploitée, suivie de près par la section entre Beitou et Xindian. Avec la fin des travaux du métro, ces deux lignes ont été fermées. Les trains de Tamsui se rendent maintenant directement jusqu’à la section de Xinyi.
- Juillet 1988 : construction de la ligne Tamsui
- 28 mars 1997 : la ligne Tamsui entre en service de Tamsui à Zhongshan
- 25 décembre 1997 : la section entre Zhongshan et Taipei main station entre en service
- 24 décembre 1998 : la section entre Taipei main station et le Mémorial Tchang Kaï-chek entre en service
- 24 novembre 2013 : ouverture de la section entre le Mémorial Tchang Kaï-chek et Xiangshan MRT Station.

## Matériel roulant
À travers les années, la ligne Tamsui a utilisé différents types de matériel roulant. A l’origine, la ligne utilisait des voitures C301. En 1997, les voitures C321 ont été introduites. En 2007-2013, de nouvelles voitures, les C371 et 381, sont utilisées en remplacement des deux anciennes.

## Service
En décembre 2017, en dehors des heures de pointes, le service se compose de : 8 trains par heure entre Tamsui et Xiangshan ; 7 trains par heure entre Beitou et Daan. La ligne Tamsui-Xinyi est connectée avec toutes les autres lignes majeures du métro de Taïpei.

## Stations
| Code | Nom anglais                     | Nom chinois  | Districts         | Temps de trajet entre les stations | Temps d'arrêt à la station | Date d'ouverture | Notes                                                                                        |
| ---- | ------------------------------- | ------------ | ----------------- | ---------------------------------- | -------------------------- | ---------------- | -------------------------------------------------------------------------------------------- |
| R01  | Guangci - Fengtian Temple       | 廣慈·奉天宮  | Xinyi             | -                                  | -                          | 2022             | En construction                                                                              |
| R02  | Xiangshan                       | 象山         | Xinyi             | n/a                                | n/a                        | 24-11-2013       |                                                                                              |
| R03  | Taipei 101 - World Trade Center | 台北101·世貿 | Xinyi             | 93                                 | 30                         | 24-11-2013       |                                                                                              |
| R04  | Xinyi Anhe                      | 信義安和     | Daan              | 81                                 | 30                         | 24-11-2013       |                                                                                              |
| R05  | Daan                            | 大安         | Daan              | 81                                 | 30                         | 24-11-2013       | Transfert pour la ligne Wenhu                                                                |
| R06  | Daan Park                       | 大安森林公園 | Daan              | 81                                 | 30                         | 24-11-2013       |                                                                                              |
| R07  | Dongmen                         | 東門         | Zhongzheng, Daan  | 65                                 | 35                         | 24-11-2013       | Transfert pour la ligne Zhonghe-Xinlu                                                        |
| R08  | Chiang Kai-shek Memorial Hall   | 中正紀念堂   | Zhongzheng        | 165                                | 35                         | 24-12-1998       | Transfert pour la ligne Songshan-Xindian ; terminus prévu pour la ligne Wanda-Zhonghe-Shulin |
| R09  | NTU Hospital                    | 台大醫院     | Zhongzheng        | 83                                 | 25                         | 24-12-1998       |                                                                                              |
| R10  | Taipei Main Station             | 台北車站     | Zhongzheng        | 63                                 | 45                         | 25-12-1997       | Transfert pour la ligne Bannan, TRA, THSR et Taoyuan Airport MRT                             |
| R11  | Zhongshan                       | 中山         | Datong, Zhongshan | 65                                 | 30                         | 28-03-1997       | Transfert pour la ligne Songshan-Xindian                                                     |
| R12  | Shuanglian                      | 雙連         | Datong, Zhongshan | 58                                 | 25                         | 28-03-1997       |                                                                                              |
| R13  | Minquan West Road               | 民權西路     | Datong, Zhongshan | 57                                 | 35                         | 28-03-1997       | Transfert pour la ligne Zhonghe-Xinlu                                                        |
| R14  | Yuanshan                        | 圓山         | Datong, Zhongshan | 90                                 | 25                         | 28-03-1997       |                                                                                              |
| R15  | Jiantan                         | 劍潭         | Shilin            | 109                                | 25                         | 28-03-1997       |                                                                                              |
| R16  | Shilin                          | 士林         | Shilin            | 92                                 | 25                         | 28-03-1997       |                                                                                              |
| R17  | Zhishan                         | 芝山         | Shilin            | 91                                 | 25                         | 28-03-1997       |                                                                                              |
| R18  | Mingde                          | 明德         | Beitou            | 76                                 | 25                         | 28-03-1997       |                                                                                              |
| R19  | Shipai                          | 石牌         | Beitou            | 61                                 | 25                         | 28-03-1997       |                                                                                              |
| R20  | Qilian                          | 唭哩岸       | Beitou            | 100                                | 25                         | 28-03-1997       |                                                                                              |
| R21  | Qiyan                           | 奇岩         | Beitou            | 73                                 | 25                         | 28-03-1997       |                                                                                              |
| R22  | Beitou                          | 北投         | Beitou            | 91                                 | 25                         | 28-03-1997       | Transfert pour Xinbeitou. Certains trains s'arrêtent ici                                     |
| R22A | Xinbeitou                       | 新北投       | Beitou            | 157                                | n/a                        | 28-03-1997       | station d'une branche de la ligne                                                            |
| R23  | Fuxinggang                      | 復興崗       | Beitou            | 145                                | 25                         | 28-03-1997       |                                                                                              |
| R24  | Zhongyi                         | 忠義         | Beitou            | 109                                | 25                         | 28-03-1997       |                                                                                              |
| R25  | Guandu                          | 關渡         | Beitou            | 78                                 | 25                         | 28-03-1997       |                                                                                              |
| R26  | Zhuwei                          | 竹圍         | Tamsui            | 145                                | 25                         | 28-03-1997       |                                                                                              |
| R27  | Hongshulin                      | 紅樹林       | Tamsui            | 136                                | 25                         | 28-03-1997       | Transfert pour Danhai light rail                                                             |
| R28  | Tamsui                          | 淡水         | Tamsui            | 175                                | n/a                        | 28-03-1997       |                                                                                              |